# José Enrique Balmaceda Toro

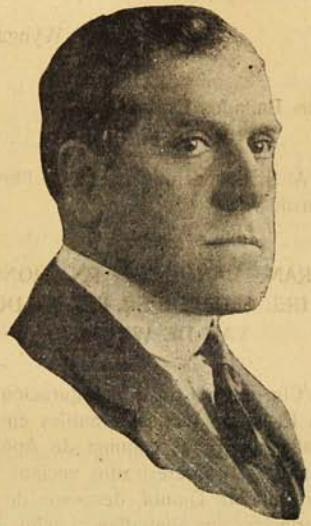

José Enrique Balmaceda Toro (Santiago 1880 - aldaar 4 januari 1962) was een Chileens politicus.
Hij was de zoon van José Manuel Balmaceda Fernández (1840-1891), president van Chili van 1886 tot 1891 en Emilia de Toro Herrera. Hij werd voor de Partido Liberal Democrático (Liberaal-Democratische Partij) in de Kamer van Afgevaardigden gekozen (1906-1909; 1918-1924). Van 21 mei 1921 tot 16 augustus 1921 was hij minister van Oorlog en Marine onder president Arturo Alessandri. Hij bekleedde het ministerschap van Binnenlandse Zaken onder president Carlos Ibáñez del Campo (23 mei 1927 - 24 februari 1928). In 1928 was hij korte tijd minister van Sociale Zaken. Van 6 september 1927 tot 4 september 1930 was hij minister van Openbare Werken, Handel en Justitie.
Tijdens het tweede presidentschap van Ibáñez del Campo was hij Chileens ambassadeur in Londen (1952-1958). 
Enrique Balmaceda overleed op 4 januari 1962 in Santiago.